# Lotnisko Suwałki
Lotnisko Suwałki (kod ICAO: EPSU) (kod IATA: QPH) – cywilne lotnisko sportowe Aeroklubu Suwalskiego, położone około 3 km od centrum Suwałk. Od 9 lutego 2017 roku lotniskiem zarządza Suwalska Szkoła Lotnicza. Od 4 czerwca 2005 roku przy lotnisku działa Baza Lotniczego Pogotowia Ratunkowego w Suwałkach.
Co roku na terenie lotniska odbywa się impreza lotnicza  "Odlotowe Suwałki Air Show" która przyciąga dużą ilość pasjonatów lotnictwa jak i dobrej zabawy. W 2025 roku na lotnsiko w Suwałkach przybyło 20 tys osób.

## Modernizacja
2 sierpnia 2017 roku podpisano porozumienie w sprawie współfinansowania przebudowy lotniska. Całkowity koszt inwestycji miał wynosić 15–16 milionów złotych jednak ostatecznie modernizacja kosztowała 27 milionów złotych w tym 11 milionów od miasta Suwałki, 10 milionów od Fabryki Mebli „Forte” oraz 6 milionów od województwa podlaskiego. Jeszcze w sierpniu 2017 roku planowane było ogłoszenie przetargu na przebudowę lotniska, obejmującą budowę pasa startowego o długości 1320 metrów, drogi kołowania i płyty postojowej, oświetlenia i ogrodzenia lotniska. Projekt zakładał budowę portu lotniczego dla samolotów przewożących maksymalnie 50 pasażerów. Lotnisko zainaugurowało działalność 8 sierpnia 2020 roku.
29 czerwca 2024 r. nadano mu nazwę "Lotnisko Suwałki imienia gen. bryg. pil. Witolda Urbanowicza".